# Гаррісон Діллард
Вільям Гаррісон «Боунс» Діллард (англ. William Harrison «Bones» Dillard; 8 липня 1923 — 15 листопада 2019, Клівленд) — американський легкоатлет, який спеціалізувався в спринті та бар'єрному бігу, чотириразовий чемпіон Олімпійських ігор, єдиний спортсмен, якому вдалось стати олімпійським чемпіоном на спринтерський 100-метрівці та бар'єрному бігу на 110 метрів.

## Життєпис
Народився в Клівленді 8 липня 1923. Заняття легкою атлетикою Діллард розпочав в 1938 під час навчання в «East Technical High School», тій же школі, яку відвідував Джессі Оуенс трохи більше десятиліття раніше. Цей зв'язок із легендою став важливим натхненником для Ділларда, так само як і коротка зустріч зі своїм кумиром за два роки до цього під час параду в Клівленді, коли всі вшановували Оуенса після його історичного виступу на Олімпійських іграх 1936 року.
Під час тренувань упродовж навчання в «East Technical High School» першим тренером Ділларда став Айвен Грін (англ. Ivan Green), який навчив його основам бар'єрного бігу та за його нескладну худорляву статуру дав Гаррісону прізвисько «Боунс» (від англ. Bones, що в перекладі на українську означає «кістки»), яке пристало до нього впродовж всієї його спортивної кар'єри. В останній рік навчання у школі (1941) Діллард здобув два титули чемпіона штату, перед тим як вступити до коледжу «Baldwin Wallace College».

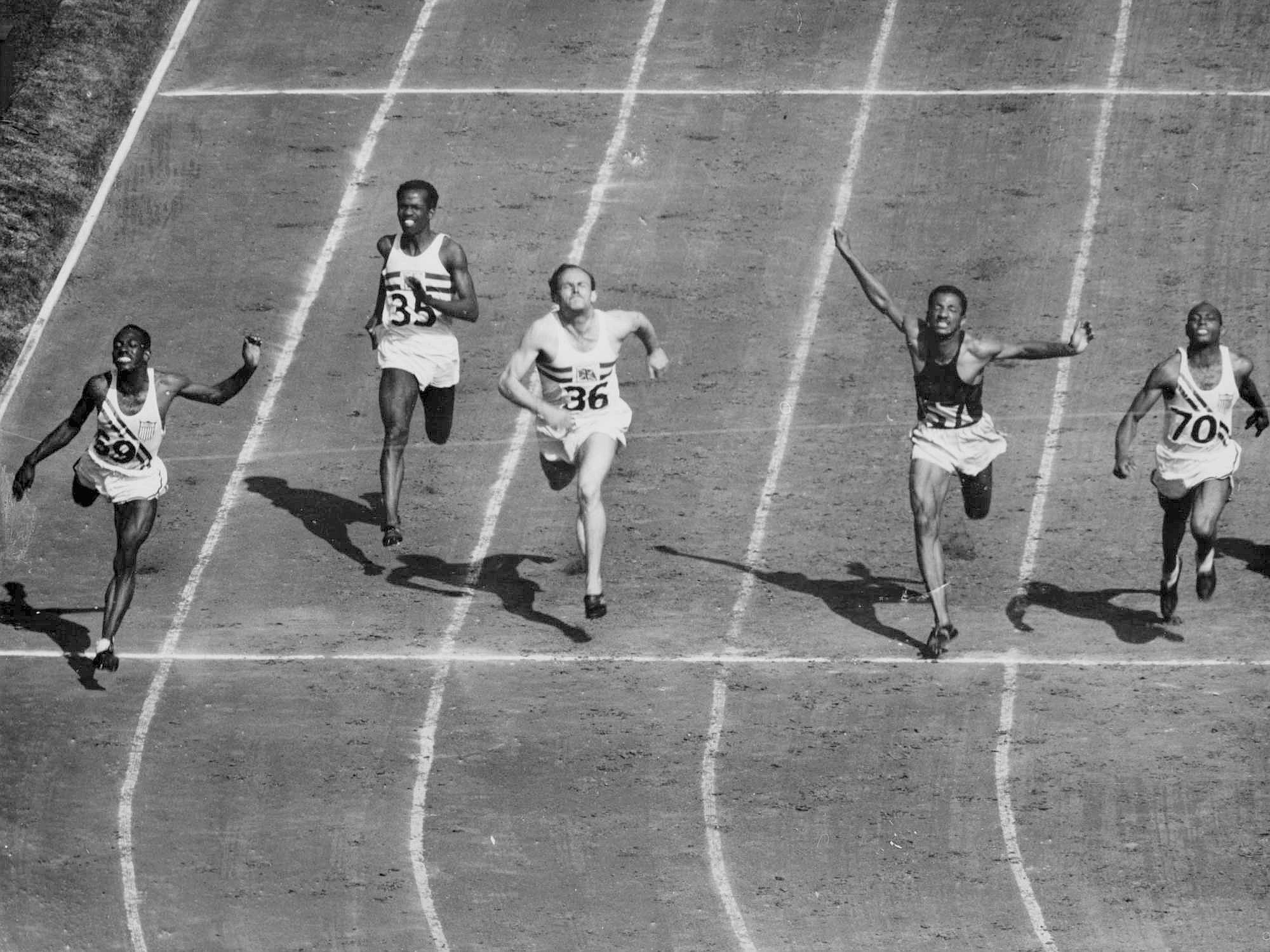
Переможний фініш Ділларда (крайній ліворуч) на 100-метрівці на Олімпіаді-1948

У 1943 був призваний до війська та зарахований до 92-ї піхотної дивізії, останнього расово відокремленого підрозділу в історії американської армії, відомого як «Солдати Баффало». Учасник Другої світової війни, брав участь в Італійській кампанії.
У 1946 повернувся до навчання в коледжі, з ініціативи Джессі Оуенса відновив заняття легкою атлетикою та згодом став найкращим бар'єристом свого часу. Впродовж 1946—1947 Діллард вигравав чемпіонство на студентській та національній першостях США у бар'єрному бігу на 120 та 220 ярдів, ставши співавтором чинних на той момент світових рекордів у цих дисциплінах (13,6 та 22,3 відповідно). Протягом 1947—1948 спортсмену належала неймовірна серія з 82 перемог у спринтерських та бар'єрних забігах поспіль, що однозначно робило його головним претендентом на перемогу на Олімпійських іграх-1948, які наближались.
Проте на національних олімпійських відбіркових змаганнях Діллард зазнав фіаско у своїй «коронній» дисципліні — у фіналі бар'єрного спринту він був останнім. На щастя, за день до цього він був третім на 100-метрівці, що дозволило йому отримати право взяти участь в Олімпіаді на цій дистанції та в естафеті 4×100 метрів.

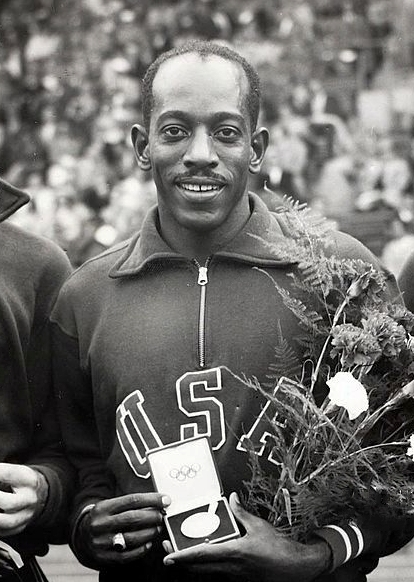
Діллард із золотою медаллю Олімпіади-1952

Під час морської подорожі до Лондона він старанно працював під час тренувань на головній палубі корабля над виходом зі стартових колодок, що принесло спортсмену дивіденди в олімпійському фіналі на 100-метрівці. Швидкий старт багато в чому посприяв тому, що Діллард фінішував одночасно зі співвітчизником Барні Юеллом. Обидва атлети повторили олімпійський рекорд (10,3). Фотофініш, який вперше використовувався на Олімпійських іграх, віддав перемогу Ділларду. Друге «золото» на лондонській Олімпіаді Гаррісон Діллард здобув в естафеті 4×100 метрів, в якій він біг на третьому етапі.
Через чотири роки, на своїй другій Олімпіаді Діллард нарешті став чемпіоном у бар'єрному спринті з новим олімпійським рекордом (13,7) та вдруге здобув золоту медаль в естафеті 4×100 метрів.
Спортивну кар'єру завершив у 1956 після невдалої спроби (шосте місце в бар'єрному спринті на національних відбіркових змаганнях) відібратись на третю для себе Олімпіаду за кілька днів до свого 33-го дня народження.
Впродовж кар'єри Діллард встановив 4 світові рекорди та 11 разів вигравав національні першості, включаючи 8 чемпіонських звань поспіль у бігу на 60 ярдів з бар'єрами в приміщенні.
По завершенні виступів, Гаррісон Діллард працював у бейсбольній команді «Cleveland Indians», коментував по радіо спортивні змагання та був автором публікацій на спортивну тематику в друкованих виданнях, керував зв'язками з індіанцями Клівленда, був відповідальним за витрати міського відділу освіти.
Впродовж усього життя Діллард залишався великим прихильником спорту, регулярно відвідував шкільні змагання, навіть після того, як йому виповнилось 90.
У 2013 був введений до Зали слави ІААФ.
Помер у віці 96 років біля власного будинку в Клівленді.